# Maliny (Nowieczek)
Maliny – przysiółek wsi Nowieczek w Polsce, położony w województwie wielkopolskim, w powiecie śremskim, w gminie Dolsk, na północny wschód od Dolska, niedaleko wsi Rusocin, Nowieczek i Błażejewo.
W latach 1975–1998 przysiółek administracyjnie należała do województwa poznańskiego.